# Plumetot
Plumetot és un municipi francès situat al departament de Calvados i a la regió de Normandia. L'any 2007 tenia 215 habitants.

## Demografia

### Població
El 2007 la població de fet de Plumetot era de 215 persones. Hi havia 76 famílies de les quals 8 eren unipersonals (8 homes vivint sols), 40 parelles sense fills i 28 parelles amb fills.
La població ha evolucionat segons el següent gràfic:
Habitants censats

### Habitatges
El 2007 hi havia 94 habitatges, 85 eren l'habitatge principal de la família, 3 eren segones residències i 6 estaven desocupats. 93 eren cases i 1 era un apartament. Dels 85 habitatges principals, 71 estaven ocupats pels seus propietaris, 13 estaven llogats i ocupats pels llogaters i 1 estava cedit a títol gratuït; 3 tenien dues cambres, 7 en tenien tres, 13 en tenien quatre i 62 en tenien cinc o més. 72 habitatges disposaven pel capbaix d'una plaça de pàrquing. A 27 habitatges hi havia un automòbil i a 58 n'hi havia dos o més.

### Piràmide de població
La piràmide de població per edats i sexe el 2009 era:
| Homes | Edats   | Dones |
| ----- | ------- | ----- |
| 0     | 95 o +  | 4     |
| 0     | 90 a 94 | 0     |
| 0     | 85 a 89 | 0     |
| 4     | 80 a 84 | 0     |
| 4     | 75 a 79 | 4     |
| 4     | 70 a 74 | 8     |
| 4     | 65 a 69 | 4     |
| 4     | 60 a 64 | 8     |
| 8     | 55 a 59 | 4     |
| 12    | 50 a 54 | 12    |
| 8     | 45 a 49 | 12    |
| 8     | 40 a 44 | 12    |
| 8     | 35 a 39 | 8     |
| 8     | 30 a 34 | 4     |
| 4     | 25 a 29 | 0     |
| 8     | 20 a 24 | 8     |
| 16    | 15 a 19 | 8     |
| 8     | 10 a 14 | 12    |
| 4     | 5 a 9   | 8     |
| 0     | 0 a 4   | 0     |

## Economia
El 2007 la població en edat de treballar era de 150 persones, 110 eren actives i 40 eren inactives. De les 110 persones actives 106 estaven ocupades (58 homes i 48 dones) i 4 estaven aturades (2 homes i 2 dones). De les 40 persones inactives 15 estaven jubilades, 16 estaven estudiant i 9 estaven classificades com a «altres inactius».

### Ingressos
El 2009 a Plumetot hi havia 87 unitats fiscals que integraven 230 persones, la mediana anual d'ingressos fiscals per persona era de 26.889 €.

### Activitats econòmiques
Dels 7 establiments que hi havia el 2007, 1 era d'una empresa alimentària, 3 d'empreses de construcció, 1 d'una empresa d'hostatgeria i restauració, 1 d'una empresa immobiliària i 1 d'una empresa de serveis.
L'únic servei als particulars que hi havia el 2009 era un electricista.
L'any 2000 a Plumetot hi havia 6 explotacions agrícoles.

## Poblacions més properes
El següent diagrama mostra les poblacions més properes.